# 3362 Khufu
3362 Khufu је Атен астероид. Приближан пречник астероида је 0,7 ,
а средња удаљеност астероида од Сунца износи ,989 астрономских јединица (АЈ).
Инклинација (нагиб) орбите у односу на раван еклиптике је 9,918 степени, а орбитални период износи 359,480 дана (0,984 год). Ексцентрицитет орбите астероида износи 0,468.
Апсолутна магнитуда астероида износи 18,3 а геометријски албедо 0,21.
Астероид је откривен 30. августа 1984. године.